# Shūto Kitagawa
Shūto Kitagawa (japanisch 北川 柊斗 Kitagawa Shūto; * 1. Juni 1995 in der Präfektur Mie) ist ein japanischer Fußballspieler.

## Karriere
Kitagawa erlernte das Fußballspielen in der Jugendmannschaft von Nagoya Grampus und der Universitätsmannschaft der Universität Tsukuba. Von September 2017 bis Saisonende wurde er an den in der zweiten Liga spielenden Montedio Yamagata ausgeliehen. Nach Ende der Ausleihe nahm ihn der Verein aus der Präfektur Yamagata im Februar 2018 fest unter Vertrag. 2019 wurde er an den Drittligisten Giravanz Kitakyushu ausgeliehen. Am Ende der Saison wurde er mit dem Verein aus Kitakyūshū Meister der dritten Liga und stieg somit in die zweite Liga auf. Nach Ende der Ausleihe kehrte er zu Montedio zurück. Nach insgesamt 40 Zweitligaspielen für Yamagata wechselte er im Februar 2021 zum Ligakonkurrenten Thespakusatsu Gunma. Am Ende der Saison 2024 musste er mit dem Verein als Tabellenletzter den Weg in die Drittklassigkeit antreten. Nach dem Abstieg verließ er den Verein und schloss sich Anfang 2025 dem Viertligisten Reilac Shiga an.

## Erfolge
Giravanz Kitakyushu
- Japanischer Drittligameister: 2019